# إريك برنس
اريك برنس (بالإنجليزية: Eric Prince)‏ (11 ديسمبر 1924 في المملكة المتحدة - 2003) هو لاعب كرة قدم بريطاني (وحمل سابقاً جنسية المملكة المتحدة لبريطانيا العظمى وأيرلندا) في مركز الهجوم. لعب مع بورت فايل وماكليسفيلد تاون.